# Челпан, Константин Фёдорович
Константин Фёдорович Челпан (24 мая 1899 — 11 марта 1938) — советский конструктор дизельных двигателей, начальник дизельного отдела Харьковского паровозостроительного завода, руководитель конструкторского коллектива по созданию танкового дизеля В-2, используемого, в частности, в танке Т-34. Главный конструктор по машиностроению (с 1935 г).
11 марта 1938 года расстрелян в харьковской тюрьме. Реабилитирован (28 июля 1956 года). В 1988 году посмертно восстановлен в КПСС.

## Биография
Родился в Российской империи, в селе Чердаклы Мариупольского уезда Екатеринославской губернии (ныне село Кременевка, Никольский район, Донецкая область) в семье греческого крестьянина-кулака, раскулаченного и расстрелянного в 1930 году. После окончания в 1919 году реального училища и участия в Гражданской войне, поступил в Харьковский технологический институт, который в 1924 году блестяще окончил. После окончания института работал на Харьковском паровозостроительном заводе конструктором, начальником дизельного отдела, главным конструктором, начальником конструкторского бюро. В 1928—1929 годах был направлен на стажировку в Германию, Швейцарию, Англию. В 1928—1937 годах — начальник конструкторского бюро и главный конструктор по дизельному двигателю Харьковского паровозостроительного завода.

## Дизель В-2
Под руководством Челпана был создан алюминиевый танковый дизель В-2, который был установлен в танк Т-34 и в другие машины. За разработку двигателя инженер получил в 1935 году Орден Ленина и звание Главного конструктора..

## Гибель
Арестован 15 декабря 1937 года по делу о «греческом заговоре». Осуждён Комиссией НКВД и прокурора СССР к расстрелу. 11 марта 1938 года расстрелян в харьковской тюрьме.

## Реабилитация
Реабилитирован Военной Коллегией Верховного Суда СССР 28 июля 1956 года. Восстановлен в КПСС в 1988 году.